# Коркушко Олег Васильович
Оле́г Васи́льович Корку́шко  (19 лютого 1929 — 1 січня 2024) — український науковець-терапевт і геронтолог, доктор медичних наук (1969), професор, академік НАМН України (1994), член-кореспондент НАН України (1992), член-кореспондент РАМН, Заслужений діяч науки і техніки України (1991), лауреат Державних премій УРСР (1984) та України (1997, 2003).

## Життєпис
Народився 19 лютого 1929 року у Києві. Після закінчення в 1954 р. лікувального факультету Київського медичного інституту завідував сільською амбулаторією на Житомирщині. Навчався в аспірантурі на кафедрі терапії № 1 Київського
інституту удосконалення лікарів, яку очолював професор Д. Ф. Чеботарьов. З 1958 до 1960 р. працював асистентом кафедри, вивчав функціональний стан печінки при гнійних захворюваннях легенів, розробляв питання консервативного лікування хворих, їх передопераційної підготовки. Кандидатська дисертація була захищена у 1961 р. Подальший творчий шлях пов'язаний з Інститутом геронтології АМН СРСР (нині — ДУ «Інститут геронтології імені Д. Ф. Чеботарьова Національної академії медичних наук України»). B 1964—1978 рр. керував лабораторією функціональної діагностики, a з 1978 р. по 2021 р. очолював відділ клінічної фізіології і патології внутрішніх органів. У 1969 р. захистив докторську дисертацію. Коркушко О. В. — видатний вчений, геронтолог і терапевт, один із фундаторів Академії медичних наук України, зробив визначний внесок у розвиток геронтологічної науки.
За керівництвом академіка Коркушко О. В. підготовлені і захищені 20 докторських і 69 кандидатських дисертацій, пройшли навчання понад 220 аспірантів і клінічних ординаторів. О. В. Коркушко автор понад 900 наукових праць, у тому числі 17 монографій. У 2019 році медична спільнота відсвяткувала 90-річний ювілей О. В. Коркушка Помер 1 січня 2024 року на 95 році життя.

## Провідні напрямки наукової діяльності
Клініко-фізіологічні дослідження механізмів старіння людини, вивчення особливостей етіології, патогенезу, діагностики, лікування та профілактики основних захворювань внутрішніх органів, серцево-судинної системи у людей похилого віку та передчасного старіння людини; розробка профілактичних та лікувальних заходів, спрямованих на запобігання передчасному старінню, дослідження особливостей фармакокінетики та фармакодинаміки лікарських засобів у людей похилого віку.

## Наукові праці
- Наукові праці присвячені проблемам вікової клінічної фізіології, геронтології, геріатрії.
- «Клиническая кардиология в гериатрии» (1980); «Гипоксия и старение» (1980); «Сердечно-сосудистая система и возраст» (1983); «Неспецифические заболевания легких в гериатрической практике» (1984); «Система свертывания крови при старении» (1988); «Гериатрия в терапевтической практике» (1993); «Пинеальная железа: пути коррекции при старении» (2006); «Факторы риска и подходы к профилактике ускоренного старения» (2008); «Состояние автономной регуляции сердечно-сосудистой системы при инсулинорезистентности и нарушении толерантности к углеводам у практически здоровых людей старше 60 лет» (2010).
- О. В. Коркушко також автор історико-медичних спогадів щодо свого Учителя академіка Чеботарьова Д.Ф[8]

## Премії та нагороди
- 1984 — Лауреат Державної премії УРСР в галузі науки і техніки
- 1994 — Премія імені С. П. Боткіна РАМН (спільно з Д. Ф. Чеботарьовим та Л. Г. Калиновською, за монографію «Гериатрия в терапевтической практике»)
- 1995 — Премія НАН України імені М. Д. Стражеска (спільно з Д. Ф. Чеботарьовим та О. Г. Калиновською, за монографію «Гериатрия в терапевтической практике»)
- 1997 — Лауреат Державної премії України в галузі науки і техніки
- 2003 — Лауреат Державної премії України в галузі науки і техніки (за цикл наукових праць «Дослідження фундаментальних механізмів дії оксиду азоту на серцево-судинну систему як основи патогенетичного лікування її захворювань», спільно з Мойбенко О. О., Сагач В. Ф., Ткаченко М.М.., Безруков В. В., Кульчицький О. К., Стефанов О. В., Соловйов А. І., Мала Л. Т. (посмертно), Фролькіс В. В. (посмертно))
- 2010 — Премія НАН України імені Д. Ф. Чеботарьова (спільно з В. Х. Хавінсоном та В. Б. Шатилом, за монографію «Пинеальная железа: пути коррекции при старении»)